# Фудай (статус)
Фудай (яп. 譜代, «споконвічний») — статус самурайського роду чи провінційного володаря-даймьо у системі класифікації підлеглих сьоґунату за ступенем їх спорідненості чи наближеності до правлячого сьоґунського дому. З кінця 12 по середину 19 століття цим терміном позначали васалів сьоґуна, родичи яких з покоління в покоління служили йому.
Даймьо, які споконвічно служили роду сьоґунів називали фудай даймьо (яп. 譜代大名). Термін фудай також застосовувався по відношенню давнішніх васалів самих даймьо (яп. 譜代の臣, «споконвічний слуга»).
У сьоґунаті Едо (1603—1867) фудаями називали роди тих провінційних володарів, які були васалами сьоґунського дому Токуґава до битви при Секіґахара і не були його родичами по чоловічій лінії. Їх середня кількість становила близько 135 родів. Найбільшими з них були рід Ії (300 000 коку) та рід Сакаї (140 000 коку). Решта фудаїв утримувала землі доходом від 50 000 до 10 000 коку. Їхні вододіння розміщувалися, як правило, поруч з центром, містом Едо, або у стратегічно важливих провінціях для контролю за малолояльними тодзама даймьо та імператорським двором. Фудай даймьо обіймали високі посади у сьоґунаті і мали право брати участь у прийнятті важливих політичних рішень.